# Cornelius Adam Igbudu
Cornelius Adam Igbudu, né en 1914 et mort en 1981, est un religieux nigérian, fondateur de l'Anglican Adam Preaching Society (A.A.P.S), un groupe évangélique de l'Église anglicane nigériane,,.
Le 30 octobre 2023, la contribution de Cornelius Adam Igbudu a la diffusion du christianisme au Nigeria a ete une fois de plus reconnue et il a egalement ete decrit comme l'un des «plus grands evangelistes d'Isoko».

## Liens
- Notices d'autorité :   - VIAF
  - GND